# Mausoleo di Rukhobod
Il Mausoleo di Rukhobod (in uzbeco Ruhobod maqbarasi, Руҳобод мақбараси ) è uno dei più antichi mausolei di Samarcanda in Uzbekistan. Esso risale al 1380.